# Resolució 922 del Consell de Seguretat de les Nacions Unides
La Resolució 922 del Consell de Seguretat de les Nacions Unides fou adoptada per unanimitat el 31 de maig de 1994. Després de reafirmar la Resolució 696 (1991) i totes les resolucions posteriors sobre Angola, el Consell va discutir el procés de pau durant la Guerra Civil angolesa i va estendre la mandat de la Segona Missió de Verificació de les Nacions Unides a Angola (UNAVEM II) fins al 30 de juny de 1994.
El Consell va reiterar la importància que concedeix a la implementació plena i oportuna dels "Acordos de paz" i les resolucions pertinents del Consell de Seguretat i la importància del paper de les Nacions Unides en aquest procés. Foren benvinguts els esforços del Representant Especial del Secretari General Boutros Boutros-Ghali, Margaret Anstee, l'Organització de la Unitat Africana (OUA) i dels estats veïns, particularment Zàmbia, va ser rebut.
Es va proposar un augment de la força de la UNAVEM II elevant-lo al seu nivell anterior, d'acord amb la resolució 903 (1994), però això es va observar juntament amb la preocupació pel ressorgiment de les operacions militars a Angola, que va afectar la capacitat de la UNAVEM II de dur a terme el seu mandat. També es va expressar la seva preocupació per les violacions de les mesures en la resolució 864 (1993) i la llarga durada de les converses de pau a Lusaka (Zàmbia), que apel·laven tant al Govern d'Angola com a UNITA per assolir un acord de pau inicial i complet.
Després d'ampliar el mandat de la UNAVEM II, el Consell va subratllar que les decisions futures dependrien dels progressos realitzats en les converses de pau. Es va donar la benvinguda a l'acceptació del govern d'Angola sobre les propostes relatives a la reconciliació nacional i es va instar a UNITA a fer el mateix. Les recomanacions del Secretari General relatives a la presència de les Nacions Unides a Angola serien considerades puntualment, si bé la seva presència en general seria revisada si no s'havia arribat a un acord de pau a Lusaka. A la llum de les discussions, no es van imposar noves sancions a UNITA.
Es va condemnar la continuació de les operacions militars al país, l'agreujament de la situació humanitària i els actes que impedien la lliure distribució de l'ajuda humanitària. Al mateix temps, es van esmenar països, organismes de les Nacions Unides i organitzacions no governamentals que havien contribuït a l'assistència a Angola.
La resolució va concloure demanant al Secretari General que informés al Consell abans del 30 de juny de 1994 sobre els esdeveniments al país.